# 望月達也
望月 達也（もちづき たつや、1963年4月20日 - ）は、静岡県出身の元サッカー選手・指導者。

## 来歴

### 選手時代
清水東3年時の高校選手権、FW沢入重雄やMF反町康治らと共にエースとして活躍したが準優勝に終わる。
当時の高校選抜のメンバーとしてヨーロッパ遠征に参加した際、オランダサッカー協会コーチであったハンス・オフトに見初められる。卒業後の1982年6月にオランダに渡り、同年7月にエールディヴィジ（オランダ1部）のHFCハーレムにアマチュア契約で入団。第4節アウェイのフローニンゲン戦、69分から途中出場でデビューを果たすも、82-83シーズンは2試合（途中出場計37分）の出場に留まった。翌83-84シーズンは第10節ホームでのAZ戦で初先発を果たし70分までプレーしたが、以降エールディビジでの出場機会には恵まれなかった。1986年にエールステ・ディヴィジ（オランダ2部）のテルスターとプロ契約を結ぶ。日本人では奥寺康彦、尾崎加寿夫、風間八宏に次いで4人目の欧州プロ選手となった。
1986年、5シーズンを過ごしたオランダを離れ、日本へ帰国。ヤマハ発動機サッカー部（現・ジュビロ磐田）に入団。期待されるも、故障などでMFとして目立った活躍は出来ず、晩年にはSBとしてプレーし、1990年、27歳で現役引退。

### 指導者時代
1990年6月からヤマハサッカースクールコーチ、1991年6月からヤマハ発動機コーチ。
1994年から2001年までジュビロ磐田に所属（ユースコーチ、サテライトコーチ、ジュニアユース監督、ユース監督、スカウト担当を歴任）。 
2002年-2003年にはアビスパ福岡に所属し、主に下部組織のコーチ・監督を務める。
2004年からは湘南ベルマーレに移り、2005年はトップチームコーチ。2006年にはベガルタ仙台に移り、トップチームのヘッドコーチを務める一方、サテライトチームの監督も務めた。
2007年、仙台の監督に就任。初めてクラブのトップチーム監督として指揮を執るようになる。終盤までチームを昇格争いに絡ませたものの、最終順位は4位。惜しくもJ1昇格に導くことは出来なかった。シーズン終了後、チームをJ1に昇格させられなかった責任から退任。退任後の2008年、フロントからの要請もあり「クラブスタッフ」としてクラブに残留。スカウト活動をはじめ、スポンサー周り、下部組織の指導・支援などを行い、現場の外からチーム強化に携わったが同年終了を以って退団。
2009年4月、清水エスパルス強化育成本部本部長・強化部部長に就任し、2011年シーズン終了まで務めた。
2012年、川崎フロンターレのトップチームコーチに就任 し、2014年まで務めた。
2015年、ヴァンフォーレ甲府のヘッドコーチに就任。
2017年、JFL・ラインメール青森FCの監督に就任し、2020年まで務めた。
2021年5月19日、川崎フロンターレのアカデミーダイレクターに就任すると発表された。

## 所属クラブ
- 1979年 - 1981年 静岡県立清水東高等学校
- 1982年 - 1985年  HFCハールレム
- 1986年  テルスター
- 1986年 - 1990年  ヤマハ発動機サッカー部

## 個人成績
| 国内大会個人成績 | 国内大会個人成績 | 国内大会個人成績 | 国内大会個人成績 | 国内大会個人成績 | 国内大会個人成績 | 国内大会個人成績 | 国内大会個人成績 | 国内大会個人成績 | 国内大会個人成績 | 国内大会個人成績 | 国内大会個人成績 |
| 年度             | クラブ           | 背番号           | リーグ           | リーグ戦         | リーグ戦         | リーグ杯         | リーグ杯         | オープン杯       | オープン杯       | 期間通算         | 期間通算         |
| 年度             | クラブ           | 背番号           | リーグ           | 出場             | 得点             | 出場             | 得点             | 出場             | 得点             | 出場             | 得点             |
| 日本             | 日本             | 日本             | 日本             | リーグ戦         | リーグ戦         | JSL杯            | JSL杯            | 天皇杯           | 天皇杯           | 期間通算         | 期間通算         |
| ---------------- | ---------------- | ---------------- | ---------------- | ---------------- | ---------------- | ---------------- | ---------------- | ---------------- | ---------------- | ---------------- | ---------------- |
| 1986-87          | ヤマハ           | 29               | JSL1部           | 19               | 0                |                  |                  |                  |                  |                  |                  |
| 1987-88          | ヤマハ           | 8                | JSL1部           | 5                | 0                | 0                | 0                |                  |                  |                  |                  |
| 1988-89          | ヤマハ           | 8                | JSL1部           | 4                | 0                | 0                | 0                |                  |                  |                  |                  |
| 1989-90          | ヤマハ           | 8                | JSL1部           | 0                | 0                | 0                | 0                |                  |                  |                  |                  |
| 通算             | 日本             | 日本             | JSL1部           | 28               | 0                |                  |                  |                  |                  |                  |                  |
| 総通算           |                  |                  |                  |                  |                  |                  |                  |                  |                  |                  |                  |

## 指導歴
- 1990年 - 1993年 ヤマハ発動機
  - 1990年6月 - 1991年5月 ヤマハサッカースクール：コーチ
  - 1991年6月 - 1993年 ヤマハ発動機コーチ
- 1994年 - 2001年 ジュビロ磐田
  - 1994年 - 1995年 ユースコーチ
  - 1996年 サテライトコーチ
  - 1997年 ジュニアユース監督
  - 1998年 サテライトコーチ
  - 1999年 - 2000年 ユース監督
  - 2001年 スカウト担当
- 2002年 - 2003年 アビスパ福岡
  - 2002年 ユース統括
  - 2002年8月 監督代行
  - 2003年 ユース監督
- 2004年 - 2006年 湘南ベルマーレ
  - 2004年 サテライト監督
  - 2004年7月 - 9月 監督代行
  - 2005年 コーチ
- 2006年 - 2008年 ベガルタ仙台
  - 2006年 ：ヘッドコーチ兼サテライト監督 (途中1試合のみトップチーム監督代行)
  - 2007年 監督
  - 2008年 クラブスタッフ
- 2009年 - 2011年 清水エスパルス
  - 2009年4月 - 2010年 強化育成本部本部長・強化部部長
  - 2011年強化育成コーディネーター
- 2012年 - 2014年 川崎フロンターレ
  - 2012年 - 2014年 コーチ
  - 2012年4月 監督代行
- 2015年 - 2017年 ヴァンフォーレ甲府 ヘッドコーチ
- 2018年 - 2020年 ラインメール青森FC監督
- 2021年 - 川崎フロンターレアカデミーダイレクター

## 監督成績
| 年度 | 所属 | クラブ | リーグ戦 | リーグ戦 | リーグ戦 | リーグ戦 | リーグ戦 | リーグ戦 | カップ戦   | カップ戦 |
| 年度 | 所属 | クラブ | 順位     | 勝点     | 試合     | 勝       | 分       | 敗       | ナビスコ杯 | 天皇杯   |
| ---- | ---- | ------ | -------- | -------- | -------- | -------- | -------- | -------- | ---------- | -------- |
| 2002 | J2   | 福岡   | -        | 3        | 3        | 1        | 0        | 2        | -          | -        |
| 2004 | J2   | 湘南   | -        | 12       | 11       | 3        | 3        | 5        | -          | -        |
| 2007 | J2   | 仙台   | 4位      | 83       | 48       | 24       | 11       | 13       | -          | 3回戦    |
| 2018 | JFL  | 青森   | 10位     | 37       | 30       | 10       | 7        | 13       | -          | 2回戦    |
| 2019 | JFL  | 青森   | 13位     | 36       | 30       | 9        | 9        | 12       | -          | -        |
| 2020 | JFL  | 青森   | 15位     | 16       | 15       | 4        | 4        | 7        | -          | 4回戦    |

- 2002年、2004年はコーチとして指揮。